# Noble-Contrée
Noble-Contrée (toponimo francese) è un comune svizzero del Canton Vallese, nel distretto di Sierre. È stato istituito nel 2021 dall'unione dei comuni di Venthône, Miège e Veyras.